# 雾网

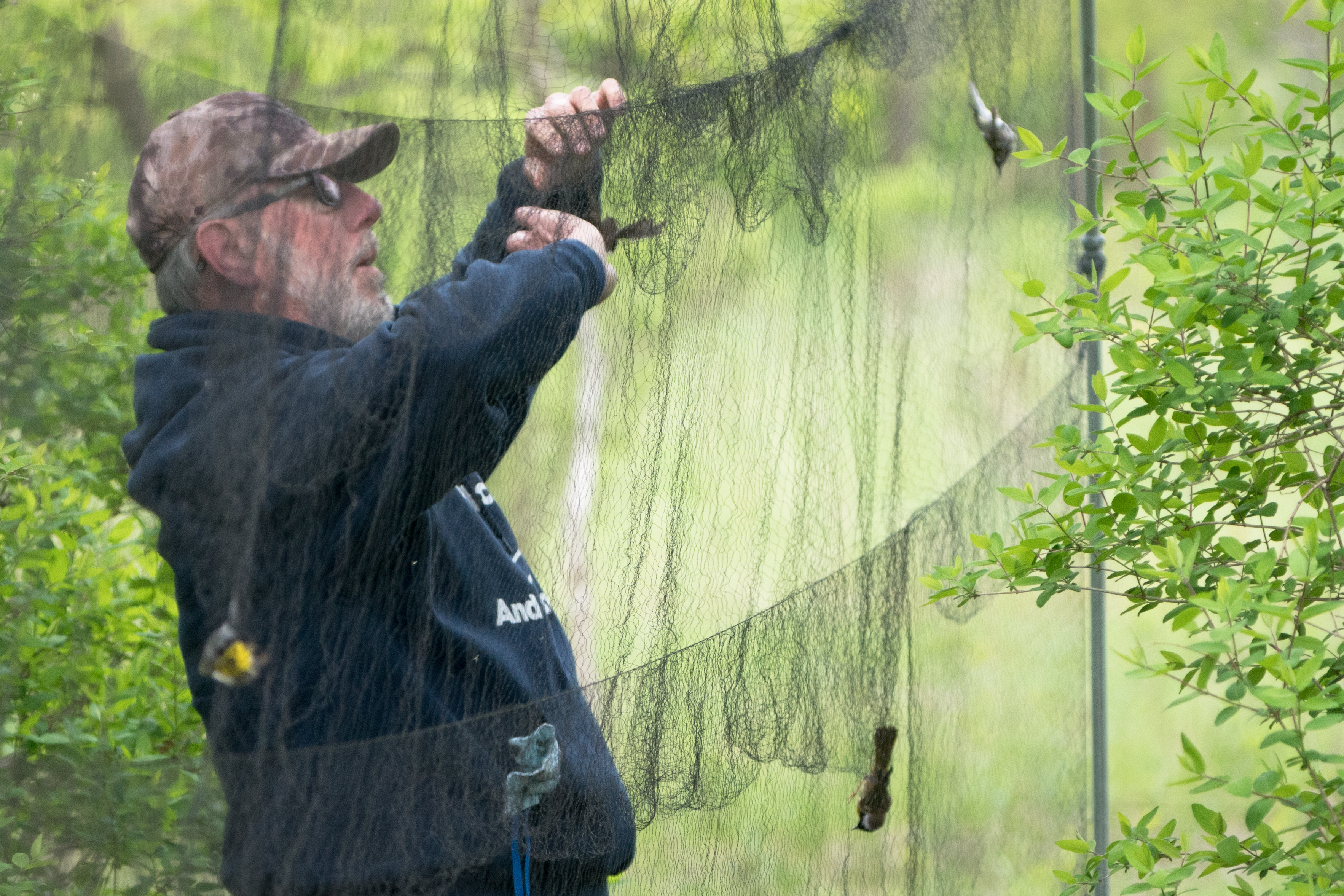
研究者正将鸟从雾网上取下。

雾网（英語：Mist net），又称粘网、张网，是用于捕捉野生鸟类和蝙蝠的网。猎人和偷猎者会使用雾网捕捉并杀死猎物，但鸟类学家和蝙蝠学家也用来完成环志或其他科研项目。雾网通常由尼龙或聚酯纤维制成，悬挂在两个柱子之间，与排球球网类似；颜色一般为黑色，因为黑色反光较少；而在沼泽、森林、田野、泥潭和积雪地区也会选择绿色、深褐色和白色的线。若正确布置在合适的栖息地，雾网即难以目视。水平拉伸的绳线（trammel）会将雾网分成上下多层（shelf），形成松散的口袋。一旦有鸟类或蝙蝠撞到网，就会掉进口袋中并被缠住。有一种雾网被称为“dho-gazza”，常用于捕捉各种猛禽，这种网并不分层。
网孔的大小会根据捕捉目标的体型调整，具体大小是沿着单个网孔边缘的一侧或沿该网格的对角线测量（后文提供的数据均沿对角线测量）。小型雀形目鸟类通常使用16—30毫米的网孔，对于较大的鸡形目和雁形目鸟类，可能需要使用60—80毫米的网孔，而像大型猛禽及天鹅等大型鸟类则使用约127毫米的网孔。网的尺寸根据其用途有很大差异。用于捕捉鸟类的雾网高度通常为1.2—2.6米，宽可能从3米到18米不等，有时可能更宽。架网时需要将网两端支起，使网绷紧，有时网可以拖地；架网时一般需要考虑地点（如选择水边、田间或林间空地等）、时间（选择鸟类活动较多的清晨和傍晚，大风大雨天不宜架网）、网面朝向（宜迎风架网）和数量等方面。雾网的保存需要注意保持干燥，避免阳光长时间照射，并且远离啮齿动物可能出现的位置。
依不同的国家或地区的野生动物法规，雾网的购买和使用或许需要许可。正确处理雾网需要一定的技术，要避免网缠绕在植被中，并进行妥善放置。处理鸟类和蝙蝠需要大量培训，以免对捕获的动物造成伤害。蝙蝠的处理可能尤其困难，因为常在夜间捕捉，并且可能会咬人。2011年的一项研究调查发现，雾网法导致的伤害率较低，同时具有较高的科学价值。

## 捕猎
雾网在近300年前，便被日本猎人用来捕捉鸟类果腹，彼时的雾网一般使用棉线或丝线。在以贩运为目的（常为食用、宠物或鹰猎）的鸟类捕捉中，经常使用雾网捕鸟，常用黑色尼龙丝；由于鸟类的应激反应，会导致很高的死亡率。同时由于生态环境改善，野生鸟类数量增加，通常会对农业生产带来一定影响，部分农户为保护收成，降低防护成本，会在果园周边或水产养殖中违规使用雾网，造成大量野生鸟类和蝙蝠等因缠网而死亡；这种行为在中国大陆、香港、东南亚、日本、澳大利亚均有存在。为解决野生鸟类保护和农业生产之间的矛盾，可以通过教育增强野生动物保护意识，培训正规使用网具的方法，并给予一定的农业保险和财政补助。
在中国大陆，2023年5月新修订出台的《野生动物保护法》正式生效，其中明确将捕鸟网（主要是雾网）列为禁用工具。雾网曾经在中国大陆的电商平台上广泛存在，但经过最高人民检察院的指示，要求加强对捕鸟网生产、销售和使用环节的监督，目前搜索相关内容便会收到警告；然而如果使用“防鸟”、“野鸟”等信息搜索，依然能够搜索到类似商品，部分商家会通过客服将潜在买家引流至微信平台交易；此外还有商家商品名写作“防鸟网”，而配图则是明显的捕鸟网配图。防鸟网网线粗、网格大、颜色鲜艳，且为单面，没有网兜，鸟类不太可能撞上，即使撞上也不会被纠缠。

## 科学研究

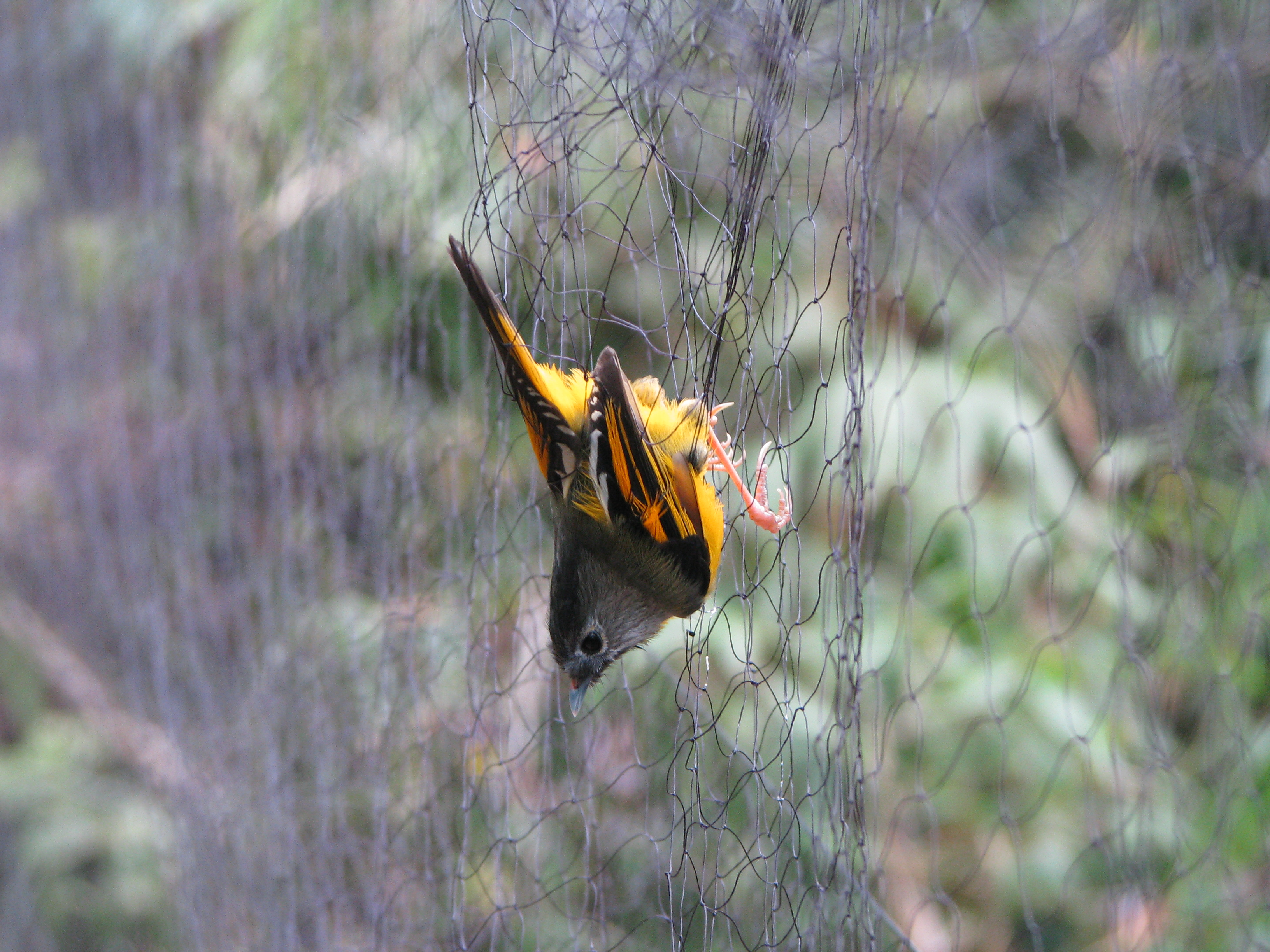
被雾网捆住的小型雀鸟

1947年，奥利弗·卢瑟·奥斯汀初次在美国将雾网应用于鸟类研究；而中国使用雾网法研究鸟类则可追溯至1990年代的邹发生等人。
雾网法是监测物种多样性、相对物种丰度、种群大小、性别差异、年龄结构的重要方式，也十分流行；尤其针对林下鸟类的研究十分有效，这是由于多种林下鸟类少鸣唱、无领域且隐蔽性强，采用雾网法进行调查比样线法和样点法的效果更好。
雾网的使用主要有以下两种方式：目标网捕（target netting）特定物种或个体；广泛网捕（broadcast netting）特定区域的所有鸟类。目标网捕常用与对特定物种的科学研究；以此为目的布置的雾网通常会辅以某物种的鸣声，定点投食，活体诱饵或在附近放置能够引诱目标个体的模型。
由于广泛网捕会无差别地捕捉所有鸟类，这种方式更适合用来调查特定栖息地的物种分布情况。美国各地的鸟类环志站都会使用这种方法。通常，这些站点会从每只个体收集一系列标准测量数据，包括体重、翼长、繁殖状态、体脂指数、性别、年龄和换羽状态等。
尽管设置雾网耗时较长，且需要认证，但相比于视觉或听觉检测方法依然拥有许多优势，例如可以采样那些其他方法难以检测到的物种。此外这种方法便于标准化，能够实际上手检查，减少物种的误判率。由于雾网使得科学家可以近距离观察物种，因此常用于长期的标志重捕研究，以检测种群指数的趋势。
使用雾网采样收集的数据还有以下几种用途：
- 标志重捕法进行种群取样
- 人道地捕获和迁移小型鸟类或蝙蝠
- 标记与追踪
- 检测鸟类或蝙蝠物种的健康状况，以及进行体外寄生虫研究
- 鸟类物候学中研究对气候和其他变量的反应
- 研究换羽模式

雾网法是一种十分独特的方法，能够在一年四季均提供种群统计估计，并为某些鸟类和蝙蝠物种的相对物种丰度提供宝贵的参考。由于目前对于这种方法是否能提供精准数据还有争议，雾网捕捉法最好只用于听觉和视觉方法观察的补充。

### 劣势

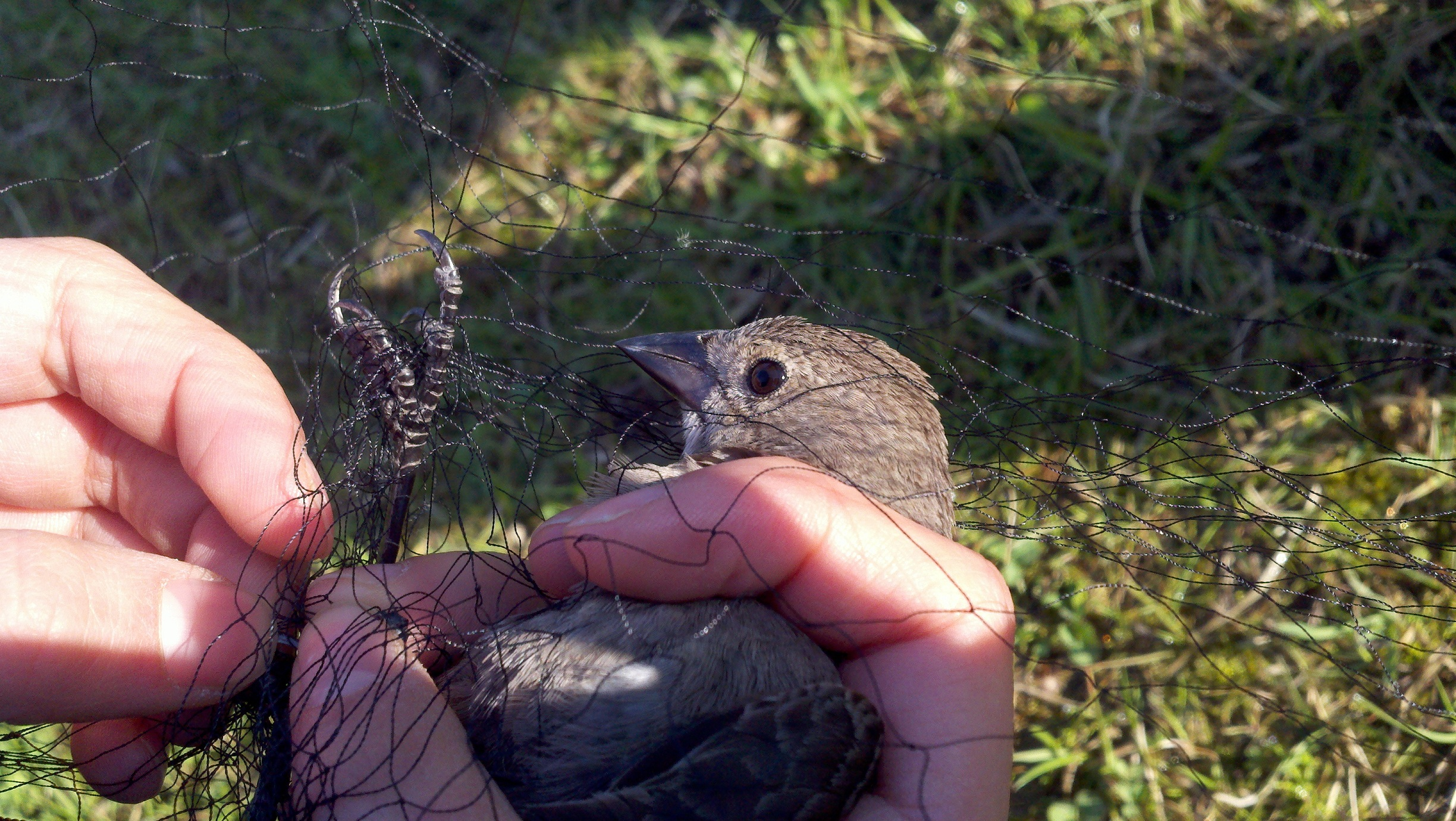
从雾网上取下的雌性褐头牛鹂

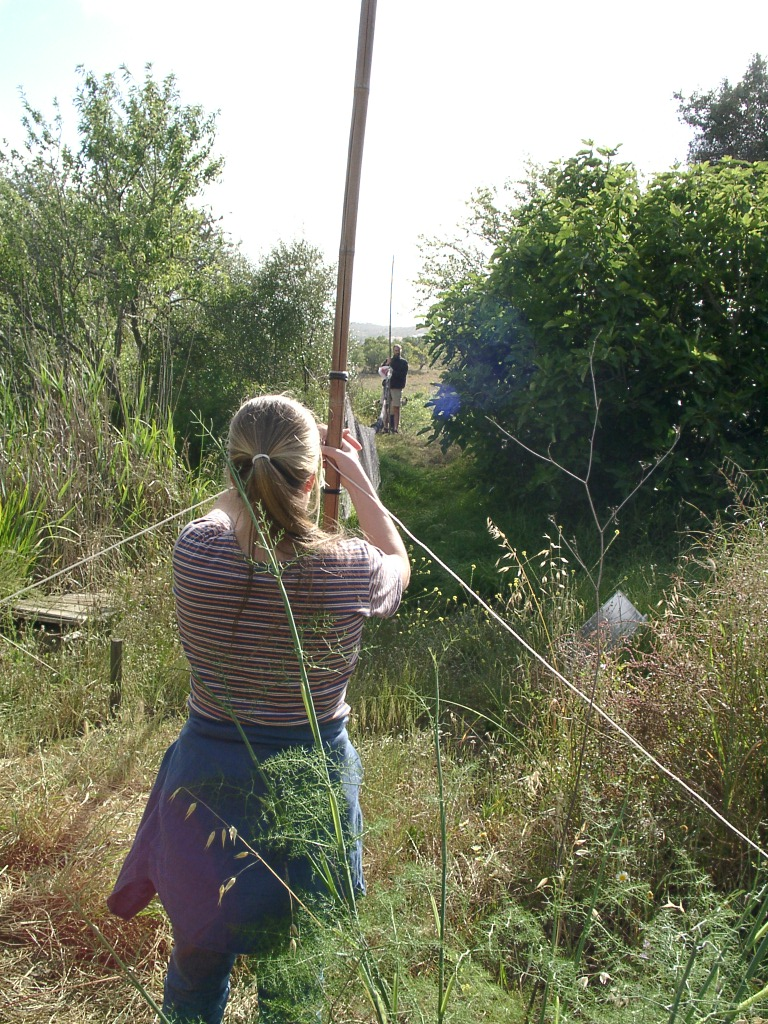
正在布置的雾网

雾网也存在一些缺点。雾网捕捉十分耗时；雾网布置时不容出错；雾网捕捉的动物会被缠住，必须经常检查雾网，约2—3小时检查一次，保证能将被捕捉的动物及时取下；将动物从雾网上取下十分困难，即使是受过训练的人员也需要十分小心。如果动物被缠绕得很严重，就必须剪开雾网，以免伤到动物，这导致了素材损耗。如果雾网架设时间过长，也容易出现“网羞（net shame）”现象，导致捕捉率下降，从而产生误差。
雾网的最大劣势是捕捉到数量只占真实种群大小的很小一部分，捕获鸟类的比例不会与鸟类在该区域的实际存在比例直接成正比，如果某种鸟类活跃在不同的植被层，例如高层树冠中，由于高度限制，雾网可能完全无法捕获到该物种，不过雾网捕获仍可以作为种群大小的一个指标。
雾网的捕获过程可能会对鸟类造成伤害，动物在雾网中挣扎不仅会被细线割伤，还会逐渐失去体力而死；被雾网困住的动物对于天敌束手无策，可能导致额外的死亡；若相关人员对解网流程不了解，可能会进一步加深伤害。但一项研究发现，雾网捕获鸟类的平均受伤率低于任何其他研究脊椎动物的方法，低于0.59%，而平均死亡率则低于0.23%，相比较使用蚌形捕鹰网（bow net）和巴尔查特里捕捉猛禽时，伤亡率可达9%。体重越重的鸟类越容易在雾网捕捉过程中受伤，较大的鸟类可能更容易遭受腿伤、割伤、骨折和内出血，而较小的鸟类通常更容易被纠缠、翅膀被拉伤或发生应激反应。

### 环志员

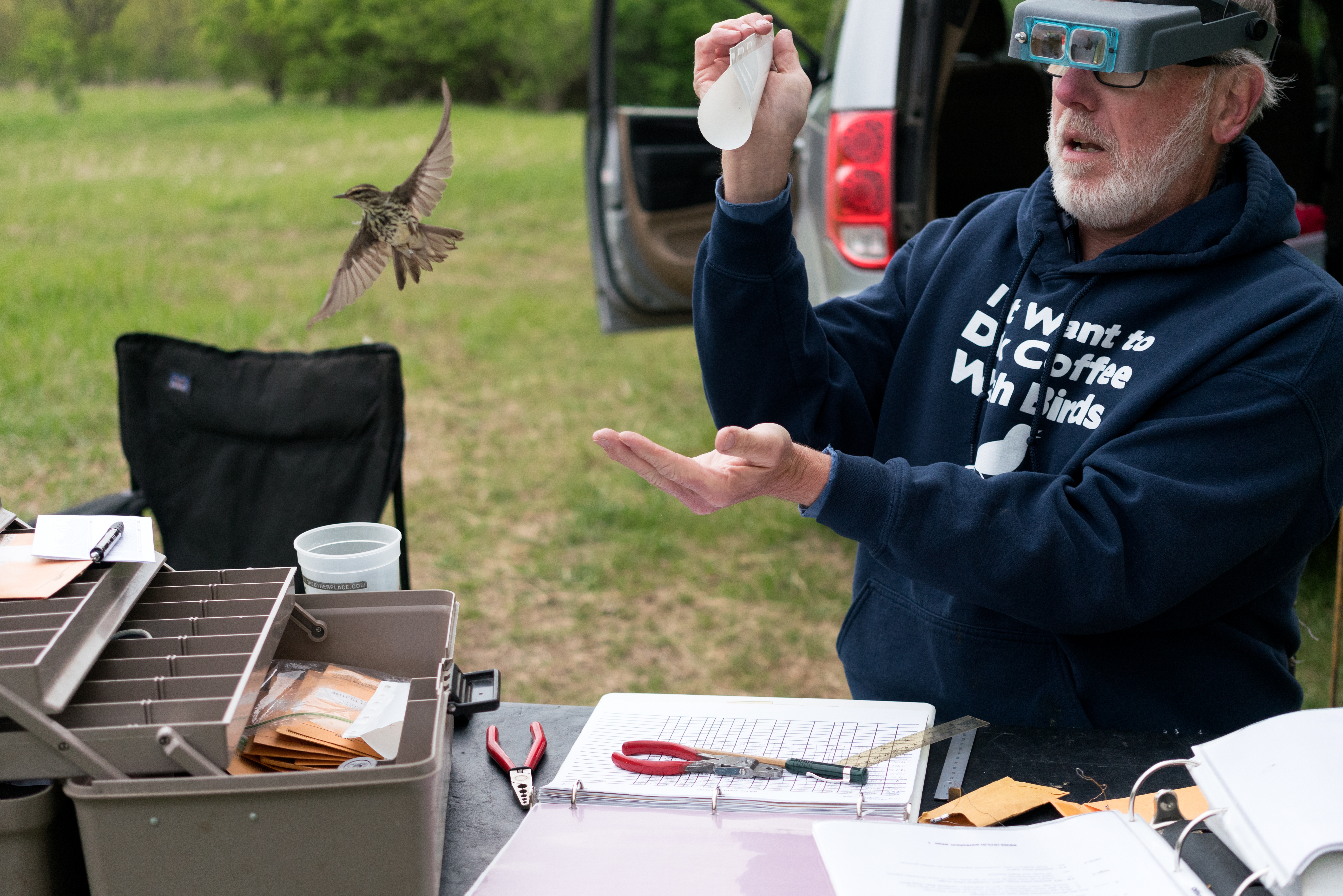
一位研究者正将刚刚环志的黄眉灶莺放飞。

雾网是目前最为普遍接受和使用的环志捕鸟工具。在美国，环志员（Bander）负责为被网捕的野生动物环志，这样一来就能够追踪该动物的行踪。环志员需要对被捕获的动物负责，他们会运用培训所得，细心观察表现出压力的信号（对鸟类而言，这些信号包括喘息、疲惫、闭眼和羽毛竖起）。如果不谨慎行事，动物可能会受到严重伤害。
在美国，若要给鸟类或蝙蝠环志，必须从美国鱼类及野生动物管理局获取环志许可证。根据物种的不同，许可证的资质要求也各有异同。鸟类环志许可证有两种：主许可（Master Permit）和副许可（Sub Permit）。主许可颁发给独立进行环志或监督环志操作的个人；副许可则颁发给在持有主许可者监督下进行环志操作的个人。要获得许可证，必须填写申请并将其提交到最近的环志站。环志员必须在申请中请求特别授权，才能够使用雾网、炮网、化学品或辅助标志。而在中国大陆，参与环志的人员也需要向全国鸟类环志中心申请鸟类环志证，并在通过后接受培训并考试；全国鸟类环志中心每年会向国家林业局（目前为国家林业和草原局）提交全国鸟类环志计划，经批准后实施鸟类环志的，无须再另行办理特许猎捕证和狩猎证。